# Morena Duga
Morena Duga är en kulle i Antarktis. Den ligger i Östantarktis. Australien gör anspråk på området. Toppen på Morena Duga är 1 247 meter över havet.
Terrängen runt Morena Duga är huvudsakligen lite kuperad. Morena Duga är den högsta punkten i trakten. Trakten är obefolkad. 